# Lasagne (pasta)
Le lasagne (dal latino lasănum e dal greco antico λάσανον?, lásanon, "tripode da cucina") sono un particolare formato di pasta, ottenuto tagliando in grossi quadrati o rettangoli la sfoglia di pasta di farina e uovo, nell'Italia del nord, o di sola semola in quella del sud. Costituiscono il più antico formato di pasta prodotto in Italia, di cui si trova traccia già in epoca greco-romana.

## Origine
Diversi autori Romani del I secolo a.C., fra cui Orazio e Marco Gavio Apicio fanno riferimento a un piatto diffuso all'epoca chiamato lagănum. Tuttavia si trattava di una pasta che con le lasagne attuali aveva in comune la forma e poco altro, trattandosi di una sorta di frittella o focaccia sottile fritta, di possibile origine greca. Isidoro da Siviglia, vissuto fra il VI e il VII secolo, nella sua opera Etymologiae alla voce "Laganum"  la definisce come «una pasta larga e sottile, cotta prima nell'acqua, poi fritta nell'olio».
Il termine "lasagna" pare invece originarsi dal latino lasănum, indicante un tipo di pentola, diventato forse lasanĭa(m) in latino volgare. 
La prima testimonianza scritta della parola "lasagne" risale al 1282 nelle Rime dei Memoriali bolognesi, composizioni poetiche che i notai di Bologna trascrivevano negli spazi bianchi fra gli atti giuridici, sebbene non ci sia giunta una ricetta.
Bisogna attendere l'inizio del XIV secolo perché un ricettario anonimo, il Liber de coquina, redatto probabilmente a Napoli, illustri la preparazione di una lasagna già più simile alla sua veste moderna, sia nella composizione dell'impasto che nella cottura della sfoglia così ottenuta.
(Liber de coquina, lib. III, Napoli XIV secolo)

## Varianti regionali

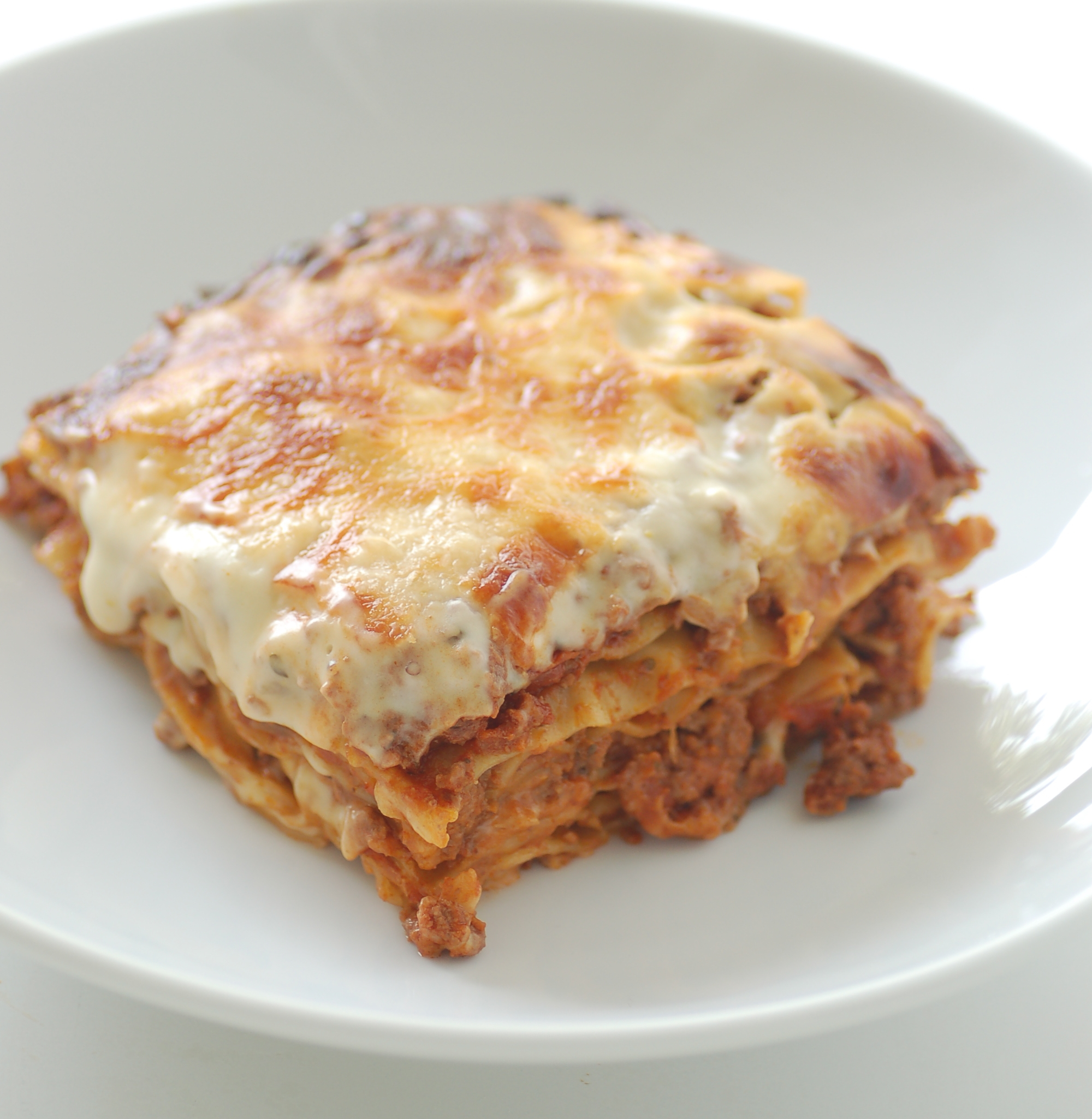
Lasagne al forno

Nelle diverse regioni d'Italia questo piatto assume varie denominazioni, presentandosi talvolta con forme maggiormente elaborate ed una nomenclatura più articolata.
In Liguria le lasagne assumono il nome di mandilli de saea, cioè fazzoletti di seta, e vengono solitamente condite con il pesto alla genovese o semplicemente con poco pomodoro.
In Veneto, nel Veronese e nella provincia di Vicenza, ed in poche aree limitrofe, il termine lasagne indica tradizionalmente le tagliatelle. Le lasagne sono invece chiamate pasticcio e possono essere preparate sia col tradizionale ragù di carne sia con altri ingredienti come funghi o alla trevigiana con il radicchio.

In altre regioni dell'Italia settentrionale il termine lasagne può indicare anche strisce di pasta all'uovo lunghe e larghe circa 2 cm, da consumarsi quasi sempre asciutte, più raramente nei minestroni.

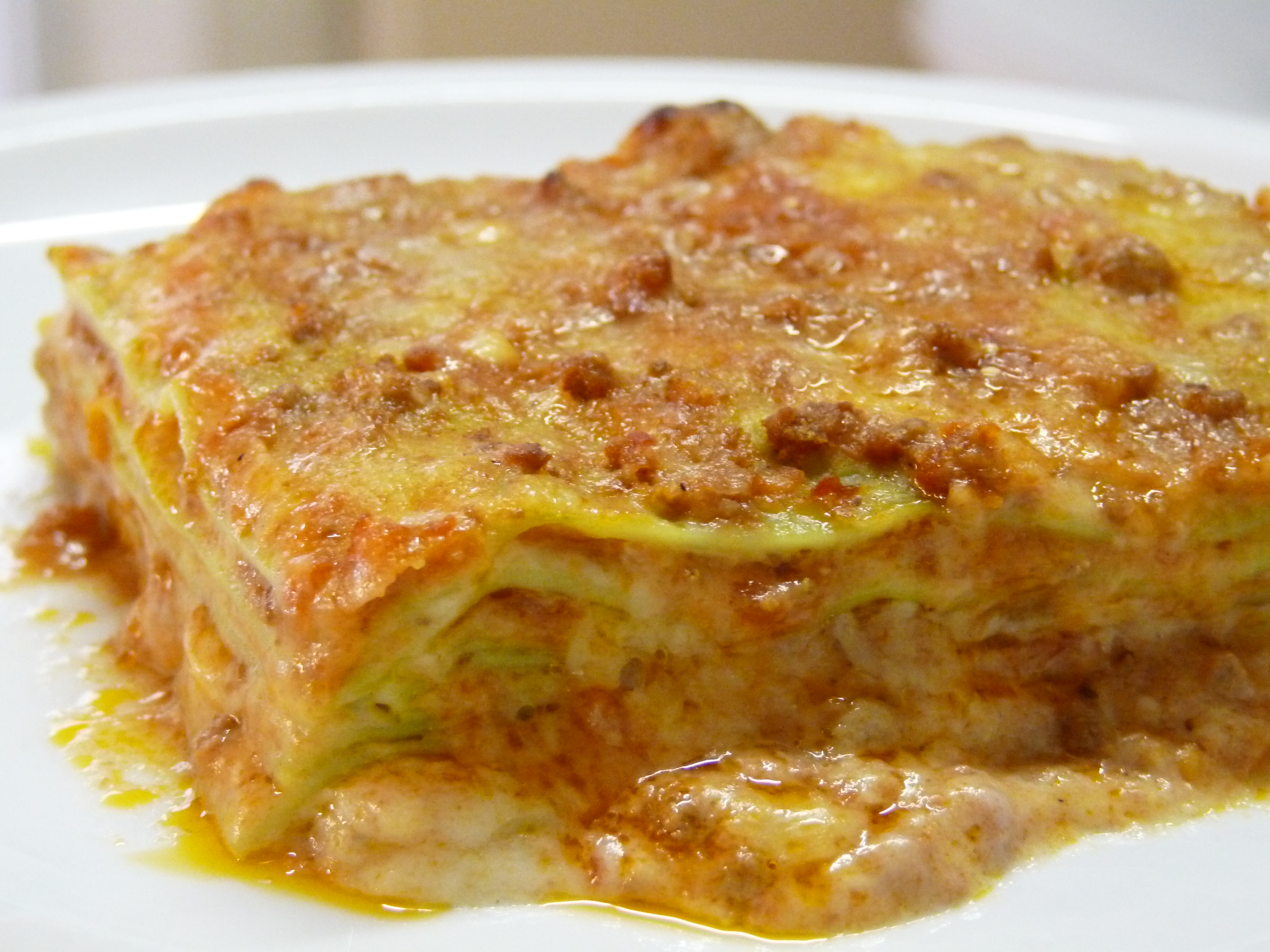
Lasagne verdi bolognesi

Le lasagne emiliane e romagnole sono prodotte con una sfoglia a base di grano tenero e uova a cui si aggiungono normalmente spinaci per donargli un colore verde.   Queste lasagne verdi entrano nella preparazione delle lasagne al forno.
Nella Lunigiana le lasagne bastarde (o lasagne matte) sono prodotte miscelando la farina di grano tenero o di farro, o la semola di grano duro con la farina di castagne in percentuale variabile che va dal 20% al 60%.
Nelle Marche le lasagne tipiche, dette vincisgrassi, sono al forno e preparate con un condimento peculiare.
Nella cucina molisana, in particolare nel comune di Poggio Sannita (provincia di Isernia) viene preparata una variante denominata sagne a pezzate, consistente in lasagne sciolte a pezzi.

In Campania e Basilicata sono chiamate anche lagane, sono ricce e generalmente vengono condite con un ragù di carne, senza passaggio al forno. Nel napoletano somo comuni anche le lasagne ricce, esclusivamente di semola, con le quali era tradizione preparare le lasagne di Carnevale.

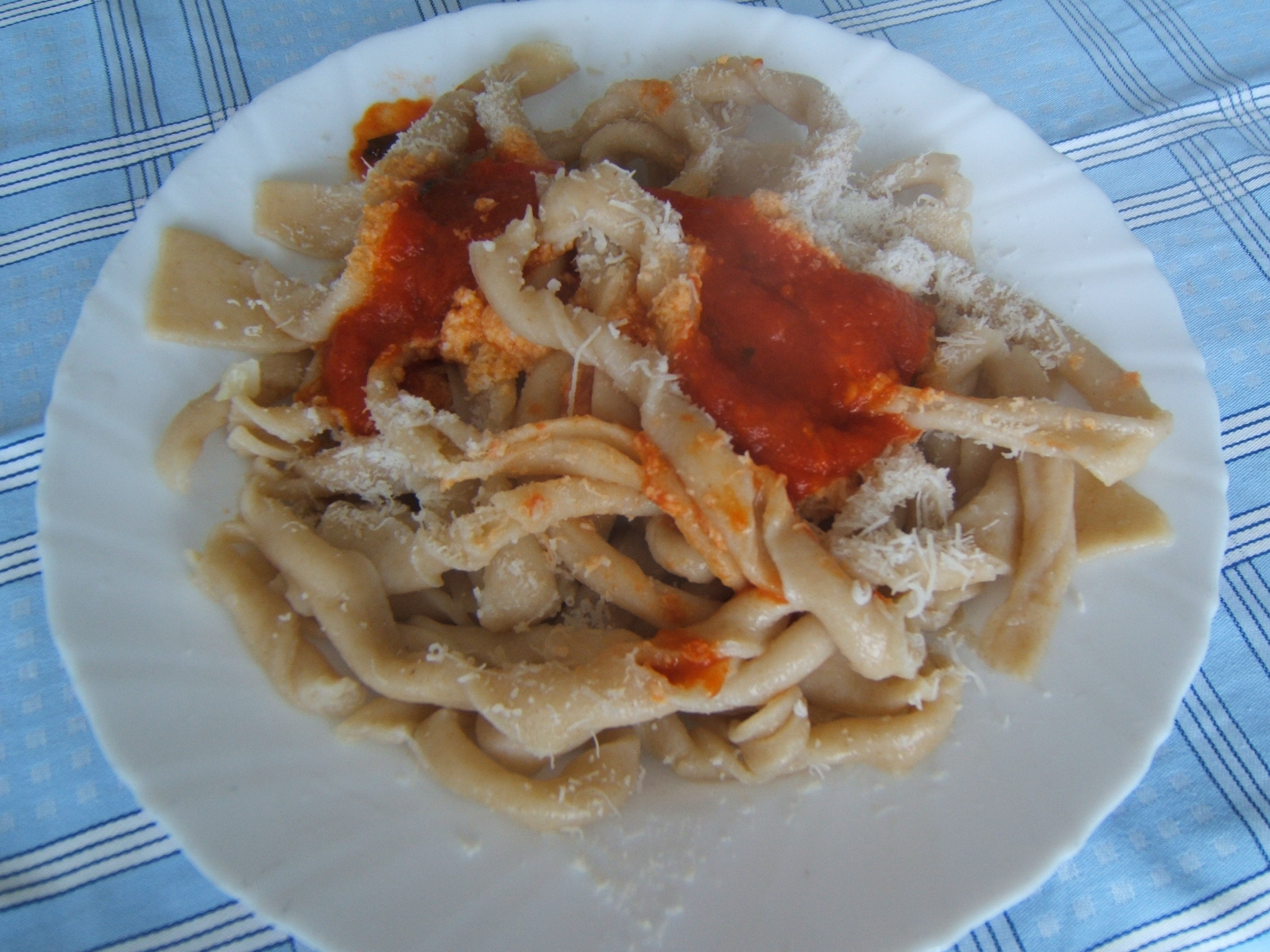
Sagne 'ncannulate

Nel Salento leccese la lunga fettuccia di pasta ricavata dal taglio della sfoglia viene doppiata nel senso della lunghezza e attorcigliata prendendo il nome di sagne o sagne torte, ovvero ritorte, e vengono condite con un salsa di pomodoro o con ricotta o con ricotta piccante la "ricotta-scante". Era un classico piatto festivo  spesso arrichito con presenza di carne di maiale nel sugo. Tagli di fettuccia più stretta e corta sono la base di uno zuppotto con aggiunta di ceci già  bolliti, cavolo mugnolo chiamato "massa" da consumare caldo e brodoso o asciutto e freddo.